# Élections constituantes de 1946 dans les Pyrénées-Orientales
Les élections constituantes françaises de 1946 se tiennent le 2 juin. Ce sont les deuxièmes élections constituantes, après le rejet du projet de Constitution française du 19 avril 1946 lors du référendum du 5 mai.

## Mode de scrutin
L'assemblée constituante est composée de 586 sièges pourvus au scrutin proportionnel plurinominal suivant la règle de la plus forte moyenne dans chaque département, sans panachage ni vote préférentiel.
Dans le département des Pyrénées-Orientales, trois députés sont à élire.

## Élus
| Député sortant  | Parti | Parti   | Député élu ou réélu | Parti | Parti   |
| --------------- | ----- | ------- | ------------------- | ----- | ------- |
| Léo Figuères    |       | PCF     | Léo Figuères        |       | PCF     |
| Louis Noguères  |       | SFIO    | Louis Noguères      |       | SFIO    |
| François Delcos |       | Rad-soc | François Delcos     |       | Rad-soc |

## Résultats

### Résultats à l'échelle du département
| Parti    | Parti                                          | Tête de liste   | Résultats | Résultats | Sièges |  |
| Parti    | Parti                                          | Tête de liste   | Voix      | %         |        |  |
| -------- | ---------------------------------------------- | --------------- | --------- | --------- | ------ |  |
|          | Parti communiste français                      | Léo Figuères    | 40 773    | 38,21     | 1      |  |
|          | Section française de l'Internationale ouvrière | Louis Noguères  | 28 273    | 26,49     | 1      |  |
|          | Rassemblement des gauches républicaines        | François Delcos | 24 262    | 22,73     | 1      |  |
|          | Mouvement républicain populaire                | Pierre Lafont   | 13 413    | 12,57     | -      |  |
|          |                                                |                 |           |           |        |  |
| Inscrits | Inscrits                                       | Inscrits        | 138 570   | 100,00    | 3      |  |
| Votants  | Votants                                        | Votants         | 108 109   | 78,02     |        |  |
| Exprimés | Exprimés                                       | Exprimés        | 106 721   | 98,72     |        |  |